# جاني جول
جاني جول (بالروسية: Джаны-Джол)، (باللاتينية: Jany-Jol) (بالعربية: جاني جول)، قرية في مقاطعة تشوي، في قيرغيزستان. بلغ عدد سكانها حوالي 1435 نسمة في عام 2015.